# Kreuz Aachen
Het Autobahnkreuz Aachen ligt bij de Duitse stad Aken in de deelstaat Noordrijn-Westfalen.
Op dit knooppunt kruisen de A4 vanaf de Nederlandse grens en de A44 vanaf de Belgische grens elkaar. Tevens komt op dit knooppunt de A544 vanuit Aken-Centrum uit.

## Richtingen knooppunt
| Aansluitende wegen                              | Aansluitende wegen           | Aansluitende wegen                         | Aansluitende wegen | Aansluitende wegen |
| ----------------------------------------------- | ---------------------------- | ------------------------------------------ | ------------------ | ------------------ |
|                                                 |                              | richting Broichweiden Düsseldorf / Krefeld |                    |                    |
|                                                 |                              |                                            |                    |                    |
| richting Aken Heerlen / Eindhoven Antwerpen     | richting Eschweiler / Keulen |                                            |                    |                    |
|                                                 |                              |                                            |                    |                    |
| richting Aken-Rothe Erde /-Europaplatz Würselen |                              | richting Aken-Süd Luik / Brussel           |                    |                    |